# بطولة الأمم الست 2019
بطولة الأمم الست 2019 (بالإيطالية: Sei Nazioni 2019)‏ هو الموسم 125 من بطولة الأمم الست. أقيم خلال الفترة 1 فبراير 2019 وحتى 16 مارس 2019، وكان عدد الأندية المشاركة فيه  6، وفاز فيه منتخب ويلز الوطني لاتحاد الرغبي.